# Blodhemn
Blodhemn je četvrti studijski album norveškog metal-sastava Enslaved. Diskografska kuća Osmose Productions objavila ga je 28. listopada 1998.

## O albumu
Pjesme na Blodhemnu, kao što je bio slučaj i na prijašnjim uradcima, nadahnute su skandinavskim black metalom, a prema riječima Eduarda Rivadavije u recenziji za AllMusic zvuče „crnje” od onih na prethodnim albumima; zbog kraćih pjesama te njihova čišćeg, komprimiranijeg zvuka Blodhemn ima više toga zajedničkog sa srodnim švedskim sastavima, no na njemu je i dalje prisutna „Enslavedova nemilosrdna volja za eksperimentiranjem”. U usporedbi s prethodnim albumom Eld, koji, nadahnut Bathoryjevim albumom Hammerheart, sadrži ambicioznije pjesme s više melodičnih vokalnih dionica i većim naglaskom na klavijaturama koje oblikuju atmosferu, na Blodhemnu se nalaze kraće, brže, žešće i, prema recenziji Paula Schwarza za Chronicles of Chaos, „pakosnije” pjesme koje imaju više toga zajedničkog s tradicionalnim black metalom.
Pjesme „Urtical Gods” i „Nidingaslakt”, premda su nadahnute black metalom, strukturno podsjećaju na rock, a u dijelu pjesme „Ansuz Astral” nalazi se psihodelično-elektronička glazbena dionica. Pokraj imena skladbe „I lenker til Ragnarok” u knjižici albuma nalazi se tekst „Loke - del II”, što znači da je riječ o drugom dijelu pjesme „Loke”, objavljene na drugom albumu Frost.

## Popis pjesama
| 1.    | »Audhumla: Birth of the Worlds« (instrumentalna skladba) |                            |                            | 1:11 |
| 2.    | »I lenker til Ragnarok« (U lancima do Ragnaroka)         | Grutle Kjellson            | Ivar Bjørnson              | 5:39 |
| 3.    | »Urtical Gods«                                           | Per Husebø                 | Bjørnson                   | 3:20 |
| 4.    | »Ansuz Astral«                                           | Bjørnson                   | Bjørnson, Richard Kronheim | 4:55 |
| 5.    | »Nidingaslakt«                                           | Kjellson                   | Kronheim                   | 3:23 |
| 6.    | »Eit auga til Mimir« (Oko za Mimira)                     | Husebø, Kjellson, Kronheim | Kjellson                   | 4:25 |
| 7.    | »Blodhemn« (Krvna osveta)                                | Kjellson                   | Bjørnson, Kronheim         | 5:33 |
| 8.    | »Brisinghamen«                                           | Kjellson                   | Bjørnson, Kronheim         | 3:32 |
| 9.    | »Suttungs mjød/Perkulator«                               | (Tradicionalna pjesma)     | Kjellson, Bjørnson         | 7:47 |
| 39:48 |                                                          |                            |                            |      |

## Recenzije
| Recenzije           | Recenzije |
| Izvor               | Ocjena    |
| ------------------- | --------- |
| AllMusic            | [ 1 ]     |
| Chronicles of Chaos | 9/10      |
| Sputnikmusic        | 4,5/5     |

Blodhemn je dobio pozitivne kritike. Eduardo Rivadavia dao mu je tri zvjezdice od njih pet u recenziji za AllMusic izjavivši da je „usprkos pojedinim osobinama koje su neizbježno kratka vijeka i stalnim kontroverzijama, [...] s vremenom dobio zadovoljštinu kao još jedan pobjednički korak u Enslavedovu dugom i nikad gotovom glazbenom razvoju”. U recenziji za Chronicles of Chaos Paul Schwarz dao mu je devet bodova od njih deset izjavivši da su „Enslavedovi glazbeni ciljevi i dalje zanimljivi” i da je uradak „pravo postignuće”.
U osvrtu za Sputnikmusic jedan mu je recenzent dao 4,5 boda od njih pet posebno istaknuvši „Grutleov predivan čisti vokal”, „agresivno bubnjanje i ukusno izvedene solodionice” te „vrlo dobru produkciju”, no izjavio je da je „[n]a albumu trebala biti bolja završna pjesma”.

## Zasluge
| Enslaved - Ivar Bjørnson – gitara, klavijature - Grutle Kjellson – bas-gitara, vokal - Richard Kronheim – gitara - Dirge Rep (Per Husebø) – bubnjevi | Ostalo osoblje - Peter Tägtgren – produkcija - Petter Hegre – naslovnica |